# 布羅梅拉 (加利福尼亞州)
布羅梅拉（英語：Bromela）是位於美國加利福尼亞州聖路易斯-奧比斯保縣的一個非建制地區。該地的面積和人口皆未知。

## 地理
布羅梅拉的座標為35°01′04″N 120°35′02″W / 35.01778°N 120.58389°W，而該地的平均海拔高度為16米（即52英尺）。